# Тејлорсвил (Индијана)
Тејлорсвил (енгл. Taylorsville) насељено је место без административног статуса у америчкој савезној држави Индијана.

## Демографија
По попису из 2010. године број становника је 919, што је 17 (-1,8%) становника мање него 2000. године.
| Група             | 2000.       | 2010.       |
| Белци             | 901 (96,3%) | 871 (94,8%) |
| Афроамериканци    | 17 (1,8%)   | 10 (1,1%)   |
| Азијати           | 0 (0,0%)    | 4 (0,4%)    |
| Хиспаноамериканци | 12 (1,3%)   | 27 (2,9%)   |
| Укупно            | 936         | 919         |